# Рациборув (Лодзинське воєводство)
Рациборув (пол. Raciborów) — село в Польщі, у гміні Кутно Кутновського повіту Лодзинського воєводства.
Населення — 254 особи (2011).
У 1975-1998 роках село належало до Плоцького воєводства.

## Демографія
Демографічна структура станом на 31 березня 2011 року:
|          | Загалом | Допрацездатний вік | Працездатний вік | Постпрацездатний вік |
| -------- | ------- | ------------------ | ---------------- | -------------------- |
| Чоловіки | 129     | 18                 | 94               | 17                   |
| Жінки    | 125     | 16                 | 69               | 40                   |
| Разом    | 254     | 34                 | 163              | 57                   |